# مستشفى الإرسالية الأمريكية
مستشفى الإرسالية الأمريكية المعروف سابقا باسم مستشفى ميسون التذكاري هو مستشفى خاص غير ربحي يقع في المنامة عاصمة البحرين.
تأسس في عام 1903 كمستشفى ميسون التذكاري وكان أول مستشفى حديث في البلاد والساحل الغربي من الخليج العربي. اليوم يقدم المستشفى خدمات طبية متخصصة على مدار الساعة ويقوم بتشغيل عيادتين متنقلتين في البلاد.

## التاريخ
تعود أصول المستشفى إلى عام 1888 مع إنشاء الخدمة التبشيرية العربية من قبل اللاهوت اللاهوتي في الكنيسة المصلحة الهولندية في نيو برونزويك في ولاية نيو جيرسي. في عقد 1890 وصل المبشران الأمريكيان صمويل مارينوس زويمر وجيمس كانتين والمبشرة الأسترالية آمي ويلكس إلى البحرين لبدء الخدمات الطبية الأساسية في منزل البعثة تمهيدا لإنشاء المستشفى. وصل أول الأطباء والأطباء المقيمين المدربين من الغرب وهما الزوجين شارون تومز وماريون ويلز في وقت لاحق من عام 1900. في عام 1901 ساعد حاكم البحرين عيسى بن علي آل خليفة في شراء أرض لبناء مجمع مستشفى ليحل محل مقر البعثة. مع تبرعات كافية من عائلة ميسون في نيويورك أنشأت البعثة مستشفى ميسون التذكاري الذي يضم 24 سريرا في عام 1902 وفتحته رسميا في 26 يناير 1903.
بعد وقت قصير من افتتاح المستشفى بدأ يجذب المرضى من مختلف أنحاء الخليج العربي من أماكن مثل القطيف والإحساء وسلطنة عمان وقطر ونجد وبوشهر. بحلول عام 1924 كان لدى المستشفى 33,000 مريض خارجي و600 مريض داخلي سنويا مع علاج 100 مريض يوميا. طوال تاريخ المستشفى كان معظم العاملين في مجال الرعاية الصحية في المستشفى يعملون من الدول الغربية أو الهند على الرغم من أن العديد من البحرينيين تم التعاقد معهم وتدريبهم في العلوم الطبية.
في عام 1962 توسع المستشفى عن طريق فتح مبنيين جديدين في وسط المنامة وأعيد تسميته إلى مستشفى الإرسالية الأمريكية في نفس العام. افتتح التوسيع أمير البحرين عيسى بن سلمان آل خليفة. بسبب أنه كان على حافة الإغلاق في عقد 1980 قام المستشفى بتجديد خدماته من خلال تقديم خدمات على مدار 24 ساعة وفتح عيادات متخصصة في جراحة الأنف والحنجرة والعظام وبناء جسر معلق يربط بين مبنيين للمستشفيات عبر الطريق. في عام 2000 افتتح المستشفى عيادة متنقلة في سار على الجانب الغربي من البحرين لتقديم خدمات طب الأسنان والطب. في عام 2014 افتتحت عيادة أخرى في جزر أمواج إلى الشمال الشرقي من المنامة.